# تيغزة (الحمام)
تيغزة هي إحدى مشيخات المملكة المغربية، تتبع جغرافيا لإقليم خنيفرة وإداريًا لالحمام. يقدر عدد سكانها بـ 195 نسمة حسب الإحصاء الرسمي للسكان والسكنى لسنة 2004.